# Jostebreen
Der Jostebreen (norwegisch) ist ein Gletscher im ostantarktischen Königin-Maud-Land. Im Gebirge Sør Rondane liegt er als Teil des Borchgrevinkisen zwischen den Blåklettane und dem Bamsefjell.
Wissenschaftler des Norwegischen Polarinstituts benannten ihn 2016 nach dem Jostedalsbreen in Norwegen.